# Gimje
Gimje (coreeană: 김제시) este un oraș din Coreea de Sud.

## Personalități născute aici
- Masutatsu Oyama (1923 - 1994), maestru de arte marțiale.